# Fabiana Hurtado
Fabiana Hurtado Tarrazona (San Ignacio de Velasco, Santa Cruz; 1 de febrero de 1998) es una modelo, deportista y reina de belleza boliviana. Ganadora de a Miss Santa Cruz 2019 y Miss Bolivia Universo 2019.

## Biografía
Nacida en la población de San Ignacio de Velasco en él [departamento de Santa Cruz], Fabiana es estudiante de Comunicación Soscial. Participó en el Reinado de la Ganadería en el 2015 en su pueblo natal San Ignacio y el mismo año ganó la Miss San Ignacio de Velasco 2015, ganándolos, e iniciando así logros en el mundo del modelaje; así mismo participó en el concurso Reina de Belleza Bolivia 2018 donde resultó como ganadora, cabe destacar que a sus 21 años de edad maneja perfectamente su idioma natal español y el idioma portugués.
En el 2019 ingresa la Miss Santa Cruz 2019 representando a San Ignacio de Velasco, donde logró ganar algunos títulos previos como Miss Deporte Patra y Chica Amaszonas, en la final del concurso departamental Fabiana logra la corona máxima de la Miss Santa Cruz 2019 y posteriormente participó en la Miss Bolivia, con la banda del departamento de Santa Cruz, ganando el concurso.

## Trayectoria

### Miss Bolivia 2019
Fabiana participó en la edición N° 40 del certamen Miss Bolivia, que se realizó el 29 de junio de 2019 en la ciudad de Santa Cruz de la Sierra, en dicho evento compitió con otras 23 candidatas de diversas regiones del país. Al final de la velada fue coronada como Miss Bolivia Universo por Vigésima Novena (29) vez, siendo el departamento con más coronas nacionales, en el transcurso del concurso Hurtado ganó los títulos previos como Mejor Sonrisa Orest y Mejor Cabellera
Fabiana tiene el derecho de representar a Bolivia en la Miss Universo 2019.
Fabiana participó en la Miss Universo 2019, representado Bolivia, que fue realizado el 8 de diciembre de 2019 en Atlanta Georgia, donde no logró clasificar al Top 20 de finalista.

### Miss Charm 2020
Fabiana Hurtado ha sido designada por Promociones Gloria para representar al país en un certamen de belleza internacional, al cual la cruceña va con una buena preparación y posibilidades de quedarse entre las finalistas, en la 3.ª edición de Miss Charm Internacional correspondiente al año 2020, luego de 30 años se llevará a cabo nuevamente este certamen, con fecha a realizarse del 03 al 18 de marzo de 2020 en la ciudad de Ho Chi Minh City.
Pero en fechas posteriores Hurtado decide declinar a participar por el problema del coronavirus y en su reemplazo deciden enviar a Yesenia Barrientos.

## Cronología
| Predecesor: Joyce Prado | Miss Santa Cruz 2019       | Sucesor: Por definir |
| Predecesor: Joyce Prado | Miss Bolivia Universo 2019 | Sucesor: Lenka Nemer |